# トーマス・ジェスキー
トーマス・ジョン・ジェスキー（英語: Thomas John Jaeschke、1993年9月4日 - ）は、アメリカ合衆国の男子バレーボール選手である。

## 来歴
アメリカ合衆国イリノイ州ウィートン出身。
ロヨラ大学に進学し、2013年より大学チームのロヨラ・ランブラーズ (en) でプレー。
2015年、AVCA最優秀選手に選ばれた。同年、アメリカ合衆国代表に選出され、ワールドリーグに出場。チームは銅メダルを獲得した。また、同年、ポーランド1部リーグ・プラスリーガのアセコ・レソヴィア・ジェシュフ (pl) と3年契約を結んだ。それに伴い、学業を中断しポーランドでプロ選手としての活動をスタートした。
2016年、リオデジャネイロオリンピックに出場し、チームは銅メダルを獲得した。
プロ2年目の2016/17シーズン、大学の学位を取得するため、プラスリーガの前半戦を欠場した。
2017年、イタリア・スーパーリーガのカルツェドニア・ヴェローナ (it) に移籍した。
2021年、東京オリンピックに出場。
2021/22シーズンは、イタリア・スーパーリーガのアリアンツ・ミラノでプレー。2022/23シーズンは中国リーグの北京自動車 (zh) でプレー。また、2023年にはトルコのハルクバンク・アンカラ (tr) にも在籍した。
2023年、V.LEAGUE DIVISION1 MEN（V1男子）に所属するパナソニックパンサーズ（大阪ブルテオン）に移籍。2シーズン在籍した。

## 人物
- ロヨラ大学では金融学を専攻。オリンピックでのメダル獲得を目標としていたため、プロクラブとの契約時は休学したが、休学は難しい決断だったと話している。そして、2022年夏、キャンパスに戻り、金融学の学習過程を修了し、学士号を取得した。そのため、同年に開催された世界選手権には出場できなかった[7]。

## 球歴
- アメリカ合衆国代表
  - オリンピック - 2016年、2021年、2024年
  - ネーションズリーグ - 2018年、2019年、2021年、2022年、2023年
  - 北中米選手権 - 2017年 (en) 
  - ワールドカップ - 2019年
  - ワールドリーグ - 2015年、2016年、2017年
  - ワールドグランドチャンピオンズカップ - 2017年

## 所属チーム
- ロヨラ・ランブラーズ (en) （2013-2015年）
- アセコ・レソヴィア・ジェシュフ (pl) （2015-2017年）
- カルツェドニア・ヴェローナ (it) （2017-2021年）
- アリアンツ・ミラノ（2021-2022年）
- 北京自動車 (zh) （2022-2023年）
- ハルクバンク・アンカラ (tr) （2023年）
- パナソニックパンサーズ/大阪ブルテオン（2023-2025年）
- ガラタサライ（2025年-）

## 受賞歴
- 2015年 - AVCA最優秀選手
- 2024年 - 2023-24 V.LEAGUE DIVISION1 MEN 敢闘賞、ベスト6